# RE-INCARNATION
『RE-INCARNATION』は、西田大輔、脚本・演出による舞台劇のシリーズで2012年から上演されている。略称「リンカネ」。

## 概要
RE-INCARNATIONシリーズは三国志をモチーフとし、独自の解釈を加えた物語として上演されている。
長坂の戦いをモチーフとした『RE-INCARNATION』（初演2012年、再演2013年）、赤壁の戦いをモチーフにした『RE-INCARNATION RE-BIRTH』（2013年）、黄巾の乱をモチーフとした『RE-INCARNATION RE-VIVAL』（2014年）、 官渡の戦いをモチーフにした『RE-INCARNATION RE-SOLVE』（2015年）、董卓討伐をモチーフにした『RE-INCARNATION RE-COLLECT』（2018年）の5作品が上演されている。

## RE-INCARNATION（初演）

### 公演日程・場所
- 2012年2月10日 - 19日、全15回、全労済ホール/スペース・ゼロ[1][2]

### キャスト
出典：
- 諸葛亮孔明：米倉利紀
- 趙雲子龍：中村誠治郎
- 張郃儁乂：田中良子
- 夏侯惇元譲：広瀬友祐
- 劉備玄徳：佐久間祐人
- 夏侯淵妙才：サントス・アンナ
- 甘夫人：甲斐まり恵
- 張飛益徳：村田洋二郎
- 黄忠漢升：赤塚篤紀
- 虫夏：猪狩敦子
- 許褚仲康：椎名鯛造
- 張遼文遠：谷口賢志
- 劉表景升：塚本拓弥
- 曹仁子孝：杉山健一
- 楽進文謙：竹内諒太
- 荀彧文若：一内侑
- 魯粛子敬：平野雅史
- 龐徳令明：永島真之介
- 周倉：石井寛人
- 李典曼成：梅澤良太
- 蒯越異度：青木友成
- 文聘仲業：石田達郎
- 曹休分烈：市森隼
- 曹洪子廉：桑田裕介
- 于禁文則：澤田拓郎
- 曹純子和：内田悠一
- 関平：中代雄樹
- 夏侯恩子雲：尾関俊和
- 蔡瑁徳珪：本間健大
- 曹操孟徳：西田大輔

### スタッフ
- 脚本･演出：西田大輔
- 舞台監督：清水スミカ
- 舞台美術：角田知穂
- 照明：大波多秀起（デイライト）
- 音響：前田規寛（M.S.W.）
- 音楽：和田俊輔（てらりすと）
- 衣装：瓢子ちあき
- ヘアメイク：新妻佑子
- 美容協力：STEP BY STEP
- 宣伝美術：Flyer-ya
- Webデザイン：まめなり、相川秀樹
- 撮影：カラーズイマジネーション
- 協力：AND ENDLESS、bamboo、bpm、Revifront Artist Management、SOS Entertainments、sTYle72 inc、大沢事務所、エースクルー・エンタテインメント、オスカー、スペースクラフト・エンタテインメント、センスアップ、メインキャスト、礼泉堂
- プロデューサー：下浦貴敬（Office ENDLESS ） 三角大（ダイス）
- 提携公演：全労済ホール/スペース・ゼロ
- 共催：ダイス
- 主催：Office ENDLESS

## RE-INCARNATION（再演）

### 公演日程・場所
- 2013年8月15日 - 22日、全10回、全労済ホール/スペース・ゼロ[4][5][6]

### キャスト
出典：
- 諸葛亮孔明：米倉利紀
- 趙雲子龍：中村誠治郎
- 張郃儁乂：田中良子
- 夏侯惇元譲：広瀬友祐
- 劉備玄徳：佐久間祐人
- 夏侯淵妙才：サントス・アンナ
- 甘夫人：甲斐まり恵
- 張飛益徳：村田洋二郎
- 黄忠漢升：赤塚篤紀
- 虫夏：猪狩敦子
- 許褚仲康：椎名鯛造
- 張遼文遠：谷口賢志
- 劉表景升：塚本拓弥
- 曹仁子孝：杉山健一
- 楽進文謙：竹内諒太
- 荀彧文若：一内侑
- 魯粛子敬：平野雅史
- 関平：石井寛人
- 曹洪子廉：梅澤良太
- 于禁文則：澤田拓郎
- 周倉：本間健大
- 蔡瑁徳珪：書川勇輝
- 夏侯恩子雲：斎藤洋平
- 李典曼成：田嶋悠理
- 龐徳令明：渡邊寛久郎
- 蒯越異度：前田慎治
- 曹休分烈：松本竜一
- 曹純子和：大澤信児
- 文聘仲業：土居円
- 曹操孟徳：西田大輔

### スタッフ
- 脚本･演出：西田大輔
- 舞台監督：清水スミカ
- 舞台美術：角田知穂
- 大道具：俳優座
- 照明：大波多秀起（デイライト）
- 音響：前田規寛（S.S.E.）
- 音響効果：岩崎大輔（オアシス南国天）
- 音楽：和田俊輔
- テーマ曲歌唱：新良エツ子
- 衣装：瓢子ちあき
- ヘアメイク：新妻佑子
- 美容協力：STEP BY STEP
- 宣伝美術：Flyer-ya
- スチル撮影：渡辺慎一
- Webデザイン：まめなり、相川秀樹
- グッズデザイン：清水みちる（礼泉堂）
- 撮影：カラーズイマジネーション
- 協力：AND ENDLESS、bpm、GMBプロダクション、LDH、MSエンタテインメント、NoH-Ra、SOS Entertainments、sTYle72 inc.、いずみ企画、エースクルー・エンタテインメント、えりオフィス、オスカー、オフィスジュニア、きずなステーション、三国志ショップ赤兎馬、シーグリーン、スピカエージェンシー、スペースクラフト・エンタテインメント、スペースクラフト・プロデュース、センスアップ、ダイス、ダンデライオン、テアトルアカデミー、ハイレグタワー、フィットワン、マイド、メインキャスト、よしもとクリエイティブエージェンシー、ワタナベエンターテインメントカレッジ
- プロデューサー：下浦貴敬
- 提携公演：全労済ホール/スペース・ゼロ〈8月公演〉
- 主催：Office ENDLESS

## RE-INCARNATION RE-BIRTH

### 公演日程・場所
- 2013年9月12日 - 16日 全8回、シアター1010[8]

### キャスト
出典：
- 諸葛亮孔明：米倉利紀
- 曹操孟徳：西田大輔
- 趙雲子龍：中村誠治郎
- 周瑜公瑾：田中良子
- 夏侯惇元譲：広瀬友祐
- 劉備玄徳：佐久間祐人
- 龐統士元：浅沼晋太郎
- 孫権仲謀：宮下雄也
- 張飛益徳：村田洋二郎
- 姜維伯約：平牧仁
- 黄忠漢升：赤塚篤紀
- 張昭子布：黒川恭佑
- 虫夏：猪狩敦子
- 許褚仲康：椎名鯛造
- 張遼文遠：谷口賢志
- 陸遜伯言：石部雄一
- 黄蓋公覆：中村憲刀
- 呂蒙子明：川隅美慎
- 小喬：鉢嶺杏奈
- 程普徳謀：塚本拓弥
- 曹仁子孝：杉山健一
- 楽進文謙：竹内諒太
- 荀彧文若：一内侑
- 魯粛子敬：平野雅史
- 贔屓：平山佳延
- 椒図：盛山小春
- 関平：石井寛人
- 曹洪子廉：梅澤良太
- 于禁文則：澤田拓郎
- 周倉：本間健大
- 長允：書川勇輝
- 夏侯恩子雲：斎藤洋平
- 李典曼成：田嶋悠理
- 龐徳令明：渡邊寛久郎
- 蒯越異度：前田慎治
- 徐盛文嚮：松本竜一
- 蔣欽公奕：五十嵐あすか
- 丁奉承淵：尾関紘次郎
- 甘夫人：甲斐まり恵（※声のみ）
- 夏侯淵妙才：サントス・アンナ（※声のみ）

### スタッフ
- 脚本･演出：西田大輔
- 舞台監督：清水スミカ
- 舞台美術：角田知穂
- 大道具：俳優座
- 照明：大波多秀起（デイライト）
- 音響：前田規寛（S.S.E.）
- 音響効果：岩崎大輔（オアシス南国天）
- 音楽：和田俊輔
- テーマ曲歌唱：新良エツ子
- 衣装：瓢子ちあき
- ヘアメイク：新妻佑子
- 美容協力：STEP BY STEP
- 宣伝美術：Flyer-ya
- スチル撮影：渡辺慎一
- Webデザイン：まめなり、相川秀樹
- グッズデザイン：清水みちる（礼泉堂）
- 撮影：カラーズイマジネーション
- 協力：AND ENDLESS、bpm、GMBプロダクション、LDH、MSエンタテインメント、NoH-Ra、SOS Entertainments、sTYle72 inc.、いずみ企画、エースクルー・エンタテインメント、えりオフィス、オスカー、オフィスジュニア、きずなステーション、三国志ショップ赤兎馬、シーグリーン、スピカエージェンシー、スペースクラフト・エンタテインメント、スペースクラフト・プロデュース、センスアップ、ダイス、ダンデライオン、テアトルアカデミー、ハイレグタワー、フィットワン、マイド、メインキャスト、よしもとクリエイティブエージェンシー、ワタナベエンターテインメントカレッジ
- プロデューサー：下浦貴敬
- 提携公演：全労済ホール/スペース・ゼロ〈8月公演〉
- 主催：Office ENDLESS

## RE-INCARNATION RE-VIVAL

### 公演日程・場所
- 2014年12月19日 - 29日、全15回、全労済ホール/スペース・ゼロ[9]
- 2015年1月10日・11日、全3回、サンケイホールブリーゼ[10]

### キャスト
出典：
- 趙雲子龍：中村誠治郎
- 周瑜公瑾：田中良子
- 劉備玄徳：佐久間祐人
- 夏侯惇元譲：広瀬友祐
- 張飛益徳：村田洋二郎
- 馬超孟起：北村諒
- 楽就：伊阪達也
- 張角：佃井皆美
- 華雄：猪狩敦子
- 張遼文遠：谷口賢志
- 袁術公路：塚本拓弥
- 張曼成：川畑博稔
- 曹仁子孝：杉山健一
- 蒲牢：新良エツ子
- 甘：甲斐まり恵
- 孫堅文台：内堀克利
- 公孫瓚伯珪：須間一也
- 曹操孟徳：西田大輔
- 荀彧文若：一内侑
- 楽進文謙：竹内諒太
- 魯粛子敬：平野雅史
- 劉協伯和：本間健大
- 典韋：小瀬田麻由
- 黄巾兵、他：石井寛人
- 王門、他：梅澤良太
- 于禁文則、他：澤田拓郎
- ハサイ、他：書川勇輝
- 夏侯恩子雲、他：斎藤洋平
- 李典曼成、他：田嶋悠理
- コウショウ、他：渡邊寛久郎
- テイエンシ、他：シマハラヒデキ
- トウモ、他：藤田峻輔
- 何進遂高、他：奥山洋文

### スタッフ
- 脚本･演出：西田大輔
- 舞台監督：清水スミカ
- 舞台監督助手：上村利幸、加藤保浩
- 舞台美術：乘峯雅寛
- 大道具：唐崎修（C-COM）
- 小道具：平野雅史（Office ENDLESS）
- 照明：大波多秀起（デイライト）
- センターピン：木村裕喜、宮本京子
- 音響：前田規寛（S.S.E.D）
- サンプラー：岩﨑大輔（オアシス南国天）
- サンプラー補佐：松本竜一
- 音楽：和田俊輔
- テーマ曲歌唱：新良エツ子
- 衣装：瓢子ちあき
- 衣装協力：雲出三緒、松浦美幸（DanceCompanyMKMDC）
- ヘアメイク：新妻佑子
- 美容協力：STEP BY STEP
- 宣伝美術：Flyer-ya
- スチル撮影：渡辺慎一
- Webデザイン：まめなり
- グッズデザイン：清水みちる（礼泉堂）
- 撮影：カラーズイマジネーション
- 制作：Office ENDLESS
- 協力：上妻圭志（S.S.E.D）、新井のどか AND ENDLESS、bamboo、bpm、SOS Entertainments、アイズ、アプル、えりオフィス、オスカープロモーション、キティ、きずなステーション、ジャパンアクションエンタープライズ、スペースクラフト、センスアップ、ダンデライオン、てらりすと、ネオ・エージェンシー、ニューカム、フィットワン、プロダクション尾木、マイド、宮津ルーム、メインキャスト、ロットスタッフ
- プロデューサー：下浦貴敬
- 主催：〈東京公演〉Office ENDLESS、〈大阪公演〉ブリーゼアーツ、イープラス、Office ENDLESS

## RE-INCARNATION RE-SOLVE

### 公演日程・場所
- 2015年12月24日 - 29日、全9回、全労済ホール/スペース・ゼロ[12]
- 2016年1月9日・10日、全4回、サンケイホールブリーゼ[12]
- 2016年1月14日 - 18日、全7回、シアター1010[12]

### キャスト
- 曹操孟徳：西田大輔
- 袁紹本初：萩野崇
- 張遼文遠：谷口賢志
- 曹仁子孝：杉山健一
- 典韋：小瀬田麻由
- 楽進文謙：竹内諒太
- 荀彧文若：一内侑
- 于禁文則：澤田拓郎
- 張郃儁乂：新田健太
- 文醜：青木空夢
- 顔良：書川勇輝
- 沮授：三上竜平
- 田豊：福場俊策
- 劉備玄徳：佐久間祐人
- 関羽雲長：佃井皆美
- 張飛益徳：村田洋二郎
- 馬超孟起：北村諒
- 孫策伯符：伊阪達也
- 周瑜公瑾：田中良子
- 魯粛子敬：平野雅史
- 袁術公路：塚本拓弥
- 黄忠漢升：赤塚篤紀
- 劉協伯和：本間健大
- 螭吻：林田航平
- 虫夏：猪狩敦子
- 関平、他：石井寛人
- 李典曼成、他：田嶋悠理
- 夏侯恩子雲、他：斎藤洋平
- 逢紀元図、他：藤田峻輔
- 宋憲、他：谷昌弥
- 曹純子和、他：小島和幸
- 魏続、他：黒澤俊一
- 郭図公則、他：今井直人

### スタッフ
- 脚本・演出：西田大輔
- 音楽：和田俊輔
- 劇中歌歌唱：新良エツ子
- 舞台監督：清水スミカ
- 舞台美術：乘峯雅寛
- 照明：大波多秀起 岡崎宗貴
- 音響：前田規寛（S.S.E.D）
- サンプラー：松本竜一
- 特殊効果：インパクト
- 演出助手：佐久間祐人、梅澤良太
- 衣装：瓢子ちあき
- 衣装協力：松浦美幸 雲出三緒
- ヘアメイク：新妻佑子小川万理子（raftel）
- 美容協力：STEP BY STEP
- 宣伝美術：Flyer-ya
- グッズデザイン：Gene & Fred
- Webデザイン：まめなり
- 収録：アズボンド
- 宣伝映像：カラーズイマジネーション
- 運搬：マイド
- 協力：アイズ、えりオフィス、グロリアスクリエーションズ、きずなステーション、ジャパンアクションエンタープライズ、スペースクラフト・エンタテインメント、ダンデライオン、てらりすと、長良プロダクション、ニューカム、ネネネレコード、フィットワン、ホワイトドリーム、メインキャスト、BACSエンターテイメント、MSエンタテインメント、SOS Entertainments
- 制作協力：ディスグーニー、イープラス
- プロデューサー：下浦貴敬
- 企画・製作 / Office ENDLESS
- 提携：全労済ホール/スペース・ゼロ（東京2015公演）
- 主催：Office ENDLESS（東京2015・2016公演）、サンケイホールブリーゼ、Office ENDLESS（大阪公演）

## RE-INCARNATION RE-COLLECT

### 公演日程・場所
- 2018年12月20日 - 27日、全13回、全労済ホール/スペース・ゼロ[13]

### キャスト
- 馬超孟起：北村諒
- 夏侯惇元譲：広瀬友祐
- 周瑜公瑾：田中良子
- 劉備玄徳：佐久間祐人
- 張飛益徳：村田洋二郎
- 趙雲子龍：中村誠治郎
- 孫権仲謀：宮下雄也
- 許褚仲康：椎名鯛造
- 関羽雲長：佃井皆美
- 貂蝉：赤澤遼太郎
- 睚眦：小野健斗
- 賈詡文和：上田堪大
- 徐栄：鐘ヶ江洸
- 張遼文遠：谷口賢志
- 袁紹本初：萩野崇
- 袁術公路：塚本拓弥
- 曹仁子孝：杉山健一
- 贔屓：平山佳延
- 荀彧文若：一内侑
- 楽進文謙：竹内諒太
- 魯粛子敬：平野雅史
- 劉協伯和：本間健大
- 于禁文則：澤田拓郎
- 顔良：書川勇輝
- 関平：石井寛人
- 曹操孟徳：西田大輔
- 董卓仲穎：松田賢二
- 夏侯恩子雲、他：斎藤洋平
- 劉岱公山、他：西田直樹
- 陶謙恭祖、他：秋山皓郎
- 鮑信允誠、他：今井直人
- 孔融文挙、他：和田啓太
- 王匡公節、他：小野原幸一

### スタッフ
- 脚本・演出：西田大輔
- 舞台監督：清水スミカ
- 演出部：上村利幸、内藤正弘
- 舞台美術：乘峯雅寛
- 照明：大波多秀起、岡崎宗貴
- 音響：前田規寛（ロア）、今里愛（SFC)、日本有香（SFC)、荒井裕実、藤田沙耶
- 音楽：てらりすと（和田俊輔・新良エツ子）
- 衣装：瓢子ちあき
- 衣装協力：雲出三緒、蛯名彩香、児玉来夢
- ヘアメイク：新妻佑子、小川万理子（raftel）
- 美容協力：STEP BY STEP
- 宣伝写真：渡邉和弘
- 宣伝美術：Flyer-ya
- Webデザイン：まめなり
- 撮影：Office ENDLESS
- 協力：アイズ、えりオフィス、オスカープロモーション、ジャパンアクションエンタープライズ、シンコーミュージック・エンタテイメント、砂岡事務所、スペースクラフト・エンタテインメント、トキエンタテインメント、フォーチュレスト、ダンデライオン事業部、ホリプロ、よしもとクリエイティブ・エージェンシー、AND ENDLESS、BLUE LABEL、JJプロモーション、GVM、SOS Entertainments
- プロデューサー：下浦貴敬（Office ENDLESS）
- 提携公演：全労済ホール/スペース・ゼロ
- 主催：DisGOONie、Office ENDLESS

## その他
- RE-INCARNATION RE-CITAL（2021年、DisGOONieS） - シリーズの作中楽曲を担当する「てらりすと」が全主題歌・挿入歌を披露する饗宴[14]。

## 関連書籍
脚本・演出の西田大輔による戯曲。論創社刊。
- RE-INCARNATION（2013年）ISBN 978-4-8460-1268-7
- RE-INCARNATION RE-BIRTH（2014年）ISBN 978-4-8460-1395-0
- RE-INCARNATION RE-VIVAL（2016年）ISBN 978-4-8460-1496-4
- RE-INCARNATION RE-SOLVE（2021年）ISBN 978-4-8460-2112-2
- RE-INCARNATION RE-COLLECT（2021年）ISBN 978-4-8460-2113-9

## 関連商品
| アーティスト | 発売年 | タイトル                            | 備考   |
| ------------ | ------ | ----------------------------------- | ------ |
| てらりすと   | 2013年 | RE-INCARNATION Original Soundtrack  |        |
| てらりすと   | 2016年 | RE-INCARNATION Original Soundtrack2 |        |
| てらりすと   | 2015年 | REVIVAL                             | DLのみ |
| てらりすと   | 2015年 | 水の如く 風の如く                   | DLのみ |
| てらりすと   | 2023年 | RE-COLLECT                          |        |

| 発売年 | タイトル                  | 規格品番 | 備考                                                                                  |
| ------ | ------------------------- | -------- | ------------------------------------------------------------------------------------- |
| 2016年 | RE-INCARNATION RE-VIVAL   | OEDV-001 | RE-INCARNATION再演と RE-INCARNATION RE-BIRTHのダイジェストが 特典映像として入っている |
| 2017年 | RE-INCARNATION RE-SOLVE   | OEDV-003 |                                                                                       |
| 2019年 | RE-INCARNATION RE-COLLECT | OEDV-006 |                                                                                       |